# Mattheus Pronk
Mattheus Adrianus Pronk (ur. 27 marca 1947 w 't Zand – zm. 25 marca 2001 w Warmenhuizen) – holenderski kolarz torowy i szosowy, sześciokrotny medalista torowych mistrzostw świata.

## Kariera
Pierwszy sukces w karierze Mattheus Pronk osiągnął w 1978 roku, kiedy zdobył srebrny medal w wyścigu ze startu zatrzymanego amatorów podczas mistrzostw świata w Monachium, gdzie wyprzedził go tylko Rainer Podlesch z RFN. Na rozgrywanych rok później mistrzostwach świata w Amsterdamie w 1979 roku Holender w tej samej konkurencji był już najlepszy, podobnie jak na mistrzostwach świata w Brnie w 1981 roku. W wyścigu ze startu zatrzymanego wywalczył jeszcze trzy srebrne medale: na MŚ w Besançon (1980), MŚ w Leicester (1982) oraz MŚ w Zurychu (1983). Startował ponadto w wyścigach szosowych, zajmując między innymi drugie miejsce w kryterium w Solingen w 1978 roku oraz trzecie w Zelzate w 1974 roku. Wielokrotnie zdobywał medale torowych mistrzostw kraju, jednak nigdy nie wystąpił na igrzyskach olimpijskich.
Jego synowie: Jos i Matthé również są kolarzami.